# Баїрбах
Баїрбах (нім. Baierbach) — громада в Німеччині, знаходиться в землі Баварія. Підпорядковується адміністративному округу Нижня Баварія. Входить до складу району Ландсгут. Складова частина об'єднання громад Альтфраунгофен.
Площа — 16,76 км2. Населення становить 799 ос. (станом на 31 грудня 2020).

## Галерея

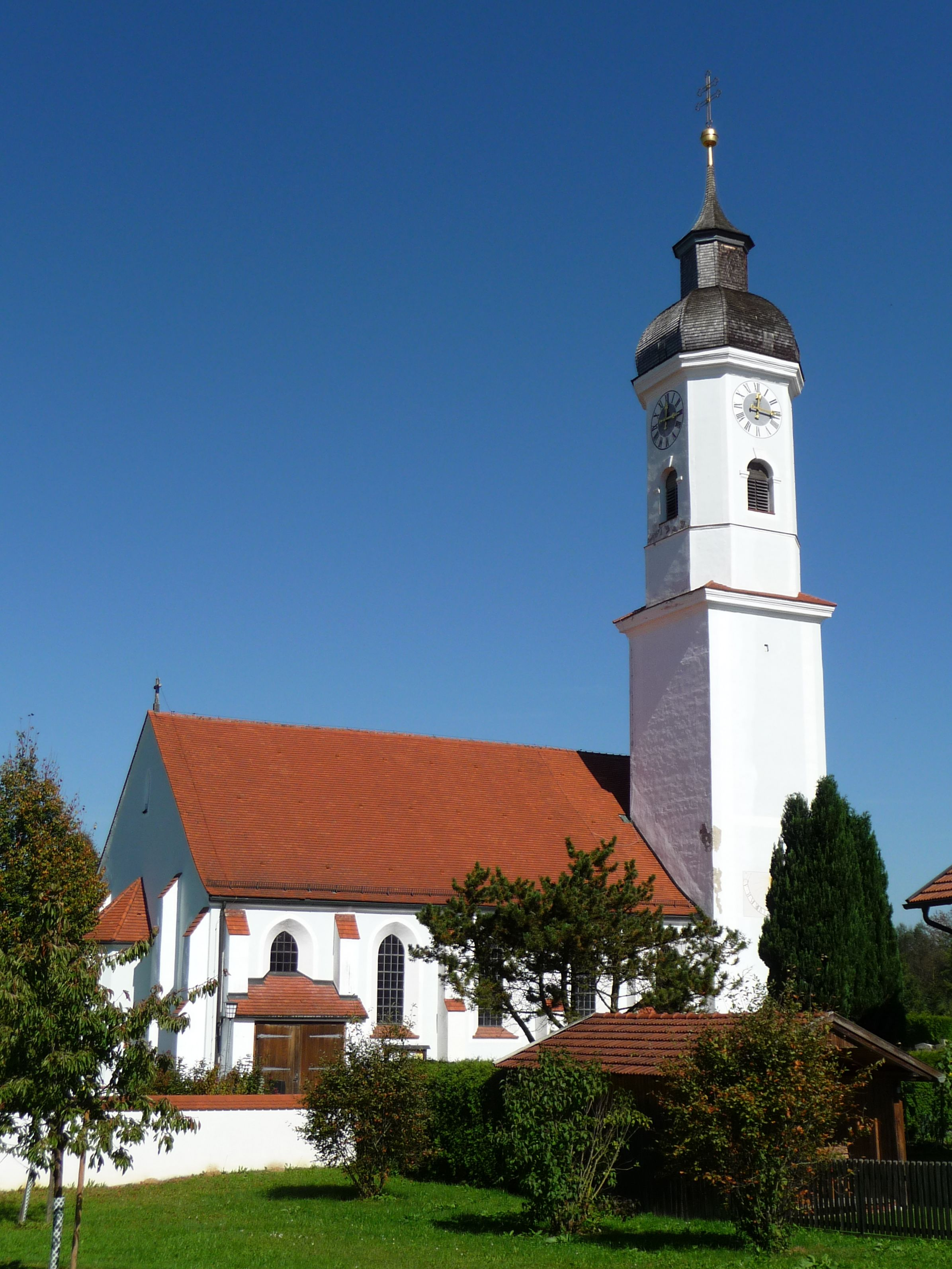
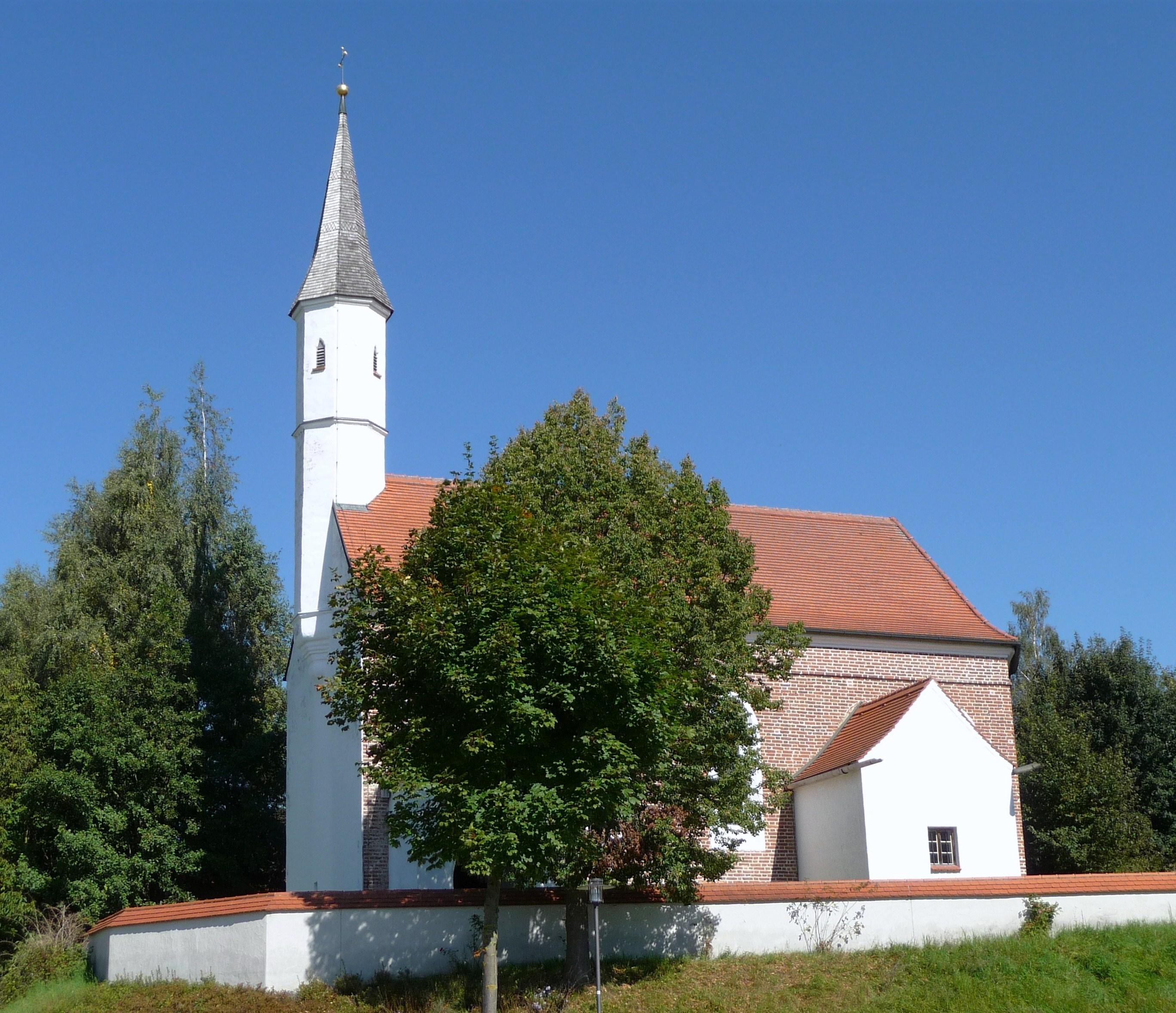